# 김포공항시외버스터미널 (구)
김포공항시외버스터미널은 서울특별시 강서구 개화동로 543 (방화동 620-3번지)에 있던 시외버스터미널이다.

## 현황
과거에는 금촌, 문산, 인천, 일산, 의정부, 김포, 강화 방면으로 가는 시외버스가 운행하였으나 시외버스 노선들이 시내버스, 광역버스로 전환되어 사라지게 되면서 터미널의 기능을 상실하였다. 그래도 당시에 의정부, 문산 방면으로 가는 시외버스가 남아 있어서 매표소는 2000년 대 중반까지 운영하다 교통카드 제도가 도입되면서 매표소도 문을 닫았다.
현재 터미널 건물은 2010년 말에 헐리고 오피스텔이 건축되었다.